# Museu Memorial de l'Exili
El Museu Memorial de l'Exili (MUME) és un centre d'interpretació ubicat a La Jonquera dedicat a recordar els exilis provocats per la Guerra Civil espanyola, amb l'objectiu de dedicar un espai per a la memòria, la història i la reflexió crítica. Està situat al mateix pas fronterer per on van fugir la major part dels exiliats. L'òrgan de gestió del museu és un consorci integrat per la Generalitat de Catalunya (Memorial Democràtic), l'Ajuntament de la Jonquera, el Consell Comarcal de l'Alt Empordà i la Universitat de Girona. Forma part de la Xarxa d'Espais de Memòria de Catalunya.

## Missió
El museu compagina les funcions museístiques, a través de les exposicions permanent i temporals, amb les de recerca històrica i de difusió pedagògica, vinculant la història amb el present. Els seus objectius principals són la difusió de la memòria de l'exili republicà sense deixar de banda la resta d'exilis, principalment de l'època contemporània. Una altra de les seves ambicions és incentivar culturalment el municipi de la Jonquera.

## Història
Va obrir les portes el 16 de febrer de 2008, sent el primer equipament museístic dedicat a la preservació de la memòria de l'exili republicà i del seu llegat.

## Exposicions
El museu inclou una exposició permanent que explica la història de l'exili des de l'inici de la Guerra Civil espanyola fins als anys de la transició a la democràcia (1975-1981), una sala d'exposicions temporals i una aula per a la realització de tallers pedagògics.
A les sales del museu es dona notícia dels molts homes i dones exiliats el 1939 que van continuar lluitant per la llibertat, ja fos des de les files de la resistència francesa, ja fos des de les files dels exèrcits aliats o en el front de l'Est. Alhora, mereixen una atenció especial els milers de republicans que van ser enviats als camps de concentració nazis.
També es té en compte aquella gran part de població exiliada que, a fi d’escapar de la barbàrie nazi i la repressió franquista, va haver de buscar asil en terres americanes o africanes.
Des de 2015 l'Ajuntament d'Agullana ha inaugurat una exposició permanent sobre l'exili cultural català a la Plaça Major del poble i, arran d’un conveni amb el Consorci del Museu Memorial de l’Exili, complementa el MUME en la temàtica de l'exili cultural d’àmbit català. Presenta fons del MUME i de la Universitat de Girona en un local que comparteix amb una exposició sobre arqueologia de la necròpolis de Can Bech de Baix d'Agullana.

### Exposicions temporals
- Fils d'Eux (Els seus fills) (març-maig 2008)
- Un llarg camí. Bòsnia, la vergonya d’Europa (maig-juny 2008)
- Israel - Líban 2006 (juny-setembre 2008)
- Ausencias (setembre-desembre 2008)
- Els pas d'una frontera. Walter Benjamin (gener 2009)
- Febrer 1939. L'exili dins la mirada de Manuel Moros (febrer-març 2009)
- Els passos de frontera. Alfred Mauve (abril-maig 2009)
- Sumaríssim 1939-1945. 70 anys dels consells de guerra a les comarques gironines (maig-juny 2009)
- Els diaris de Franch-Clapers (juliol-setembre 2009)
- Metges catalans a l'exili (octubre-novembre 2009)
- La batalla del Pirineu. Xarxes d’informació i evasió aliades al Pallars, l’Alt Urgell i Andorra durant la Segona Guerra Mundial (novembre-desembre 2009)
- Manolo Valiente. Del Barcarès a Bram i d’Argelers al Barcarès. Un artista als camps de concentració (1939-1942) (gener-març 2010)
- J'est un je. Simeón Saiz Ruiz (març-maig 2010)
- Txetxens fora de la seva terra. Maryvonne Arnaud (maig-juliol 2010)
- La Gran Guerra en imatges (1914-1918)  (juliol-setembre 2010)
- L'exili com a herència. Jordi i Josep Bartolí (setembre-novembre 2010)
- Joan Jordà (novembre-desembre 2010)
- Josep Subirats. Periple d'un artista: del front als camps de concentració i dels batallons de treballadors als suburbis de Barcelona (1936-1941) (gener-abril 2010)
- Símbols de Franco (abril-juny 2011)
- Exilios. Gustavo Germano (juliol-setembre 2011)
- Virgilio. Virgili Batlle Vallmajó. (Olot 1915-Tolosa de Llenguadoc 1947). Pintura secreta i afany d’utopia en terra d’exili (octubre-desembre 2011)
- POUM, 75 anys d'història (febrer – abril 2012)
- Pintures contra l'oblit” de Josep M. Cabané (maig – juliol 2012)
- De Perpinyà a Prada. Pau Casals i el món de l'exili (juliol 2012 – gener 2013)
- Memorial Retirada, de Philippe Domergue (febrer – juny 2013)
- La Xoà a Europa (juny 2013 – setembre 2013)
- Fragments A partir d'Els emigrats, de W.G. Sebald (setembre 2013 –febrer 2014)
- Josep Maria Corredor (1912-1981). De casa a Europa (novembre 2013 – gener 2014)
- Manuel Carrasco i Formiguera, una vida per la llibertat (gener – març 2014)
- La Retirada – Exilis. José Maria Guerrero Medina (febrer – maig 2014)
- Helios Gómez. La revolució gràfica (juliol – novembre 2014)
- Àfrica al cor. El conflicte ruandès vist per Joaquim Vallmajó (setembre – novembre 2014)
- Josep Narro. Dibuixar la veritat nua dels camps del Rosselló (1939-1941) (novembre 2014 – abril 2015)
- De la caiguda de Barcelona a la retirada. Report of Wide World Photo (gener – abril 2015)
- KL Reich. La veu de l’infern nazi (març – abril 2015)
- Desenterrant el silenci. Fotografies de Sergi Bernal (abril – juliol 2015)
- Testimonis de Mauthausen. 70 anys d’història i memòria dels camps (juny – octubre 2015)
- Contes infantils de la guerra (juliol – setembre 2015)
- Walter Benjamin. Constel·lacions de l'exili (octubre – novembre 2015)
- Catalunya en transició (1971-1980) (octubre 2015 – gener 2016)
- Vencedors i vençuts (febrer – abril 2016)
- La Jonquera, porta de l'exili (febrer– juny 2016)
- J’ai déssiné la guerre. Le regard de Françoise et Alfred Brauner (abril – juny 2016)
- Menús de guerra. Cuina d'avantguarda i supervivència (juliol – octubre 2016)
- Àlvar d’Orriols. Les fogueres del Portús. Un il·lustrador a l'exili, (juliol – octubre 2016)
- Fugi(R)efugi. Empordoneses 2016 (octubre – novembre 2016)
- Pepita i Elisa Úriz Pi. De Badostáin a Berlín Oriental. Historia i compromís de les germanes Úriz (novembre 2016 – febrer 2017)
- Ressorgiment, 100 anys (desembre 2016 – gener 2017)
- L’Èxode d’un poble. La retirada a la Vall de Camprodon i Prats de Molló (febrer – abril 2017)
- Vides errants. Postguerres i exilis dels germans Pi i Sunyer (març – juliol 2017)
- El Món dels vencedors" d'Ignasi Prat. (juliol- setembre 2017)
- Exposició Entre Espanya i Rússia. Recuperant la història dels Infants de la guerra (setembre-desembre 2017)
- "Els primers trets de Francesc Boix" (desembre 2017 – març 2018)
- Camp dels Haras, 1939. Fontserè i Clavé a la llum de Martí Vives (març – setembre 2018)
- Exposició Évadés. 29 décembre 1943, Fotografies de Jacques Léonard (març- juliol 2018)
- exilis, fronteres, desarrelaments" de Carles Vergés i Víctor Sunyol (setembre- desembre 2018
- Ésser expropiat (novembre- desembre 2018)
- Autoritzats per a sortir. L'èxode del 36 (desembre 2018 – febrer 2019)
- A nation in retreat. La retirada vista per les agències fotogràfiques internacionals" (febrer- setembre 2019)
- L'exili de Moisès Genover (juny 2019)
- 130 anys de lluites i conquestes’ (juny- juliol 2019
- Rafael Ramis. Impulsor del Sindicalisme dels funcionaris de Catalunya" (setembre 2019)
- Genocide Project. Espais d'excepció d'Eduardo Gómez Ballesteros (setembre-novembre 2019)
- Stolen Memory (Memòria robada), exposició intinerant en col·laboració amb els Arxius Arolsen, (setembre 2020 - abril 2021)[9]
- Über alles, d'Àngel Jové (febrer-abril 2021)
- Antoni Campañà. L’endemà de la retirada: Portbou, 1939 (abril - setembre 2021)
- Carmen Castillo: una exiliada xilena (octubre 2021 - març 2022)
- Joaquim Vicens Gironella. Viure en temps convulsos i crear des dels marges (abril - setembre 2022), exposició en col·laboració amb el Museu del Suro de Catalunya (Palafrugell).
- Robert Capa: 18 de març de 1939, l’exèrcit oblidat del camp d’Argelers (setembre - desembre 2022), exposició en col·laboració amb el Mémorial del Camp d'Argelers (Ajuntament d'Argelers).
- L'exili del 1939 al còmic. Vinyetes a la frontera (desembre 2022 - març 2023)
- Cabrero Arnal, el dibuixant que va mirar als ulls de la mort (desembre 2022 - març 2023)
- Exiliades. Els fils vermells entrellaçats (març -octubre 2023)
- De la República a l'exili. Els camins de les mestres (juny - octubre 2023), amb la col·laboració de la Biblioteca de la UdG
- Philippe Gaussot. Fotografia i treball humanitari amb els refugiats de la Guerra d'Espanya (setembre 2023 - febrer 2024)
- Gent de re (Gens de rien), de Francesc Abad (febrer - octubre 2024)

## Servei educatiu
El servei del museu intenta promoure la reflexió sobre qüestions com la memòria col·lectiva, les memòries individuals i la història recent de Catalunya i de l’Estat espanyol, de l’Europa de la Segona Guerra Mundial, del genocidi nazi o de l’Amèrica que va acollir tants exiliats republicans. Però, també, sobre els exilis provocats per altres genocidis i altres enfrontaments fratricides o internacionals, que es van iniciar durant la Primera Guerra Mundial i que continuen fins al present.
Les propostes pedagògiques que s’ofereixen parteixen de la història local, dels fets concrets i de les experiències vitals personals i familiars durant la Guerra Civil espanyola i el seu consegüent exili, però sense perdre de vista la necessària contextualització general i la vigència educativa d’aquells esdeveniments quan s’estableixen comparacions amb el món actual.